# Opération béton
Opération béton è un cortometraggio documentaristico del 1954 diretto da Jean-Luc Godard. La pellicola ritrae  la costruzione della più alta diga d'Europa, la Grande Dixence in Svizzera, e costituisce l'esordio assoluto di Godard come cineasta.

## Il film
Godard era tornato nel dicembre 1952 in Svizzera, dove viveva la famiglia, anche per sottrarsi agli obblighi del servizio militare francese (era in possesso della doppia cittadinanza). Qui era stato assunto al cantiere della Grande Dixence per interessamento della madre, che morì in un incidente automobilistico nel 1954.
Assunto dalla Compagnie, lavora al centralino telefonico del cantiere che si trova isolato in montagna, e durante le lunghe ore di inattività concepisce il progetto di un film in 16mm da vendere alla proprietà; un amico gli procura una macchina da presa con tanto di operatore prestati dalla Actua Film di Ginevra, interessata al lavoro. Le riprese iniziano a fine maggio 1954, contemporaneamente alle colate di cemento armato.
Le immagini illustrano, sul sottofondo della musica di Bach e Händel, i quindici anni di lavori necessari alla costruzione della diga che a quel tempo era la più alta del mondo, con l'aggettivazione superlativa e l'enfasi tipica dei documentari di propaganda. L'apprendista regista si avvale di un magnetofono per la presa in diretta del suono che cerca di rendere il più fedele possibile. Le immagini vengono montate a Ginevra  durante i fine settimana d'autunno dello stesso anno.
Il corto esce addirittura nelle sale cinematografiche, distribuito insieme a Tè e simpatia  di Vincente Minnelli. Con i proventi della vendita del film alla Compagnie de la Grande-Dixence, Godard può permettersi di vivere per due anni e di girare il suo primo corto di fiction, Une femme coquette.